# Fatah-Hamas konflikten 2006-07
Den Palæstinensiske borgerkrig var en konflikt i 2006–07 mellem de to hovedfraktioner i Palæstina, Hamas og Fatah. De fleste af kampene foregik på Gazastriben, som blev overtaget af Hamas i juni 2007.

## Baggrund

### Valget i 2006
Hamas vandt det palæstinensiske valg i 2006. Dette resulterede i, at Israel, USA, EU, flere vestlige lande og Den arabiske verden indførte sanktioner, der suspenderede al udenlandsk hjælp, som palæstinenserne er afhængig af. (Hjælpen blev lovet genoptaget hvis Hamas anerkender staten Israel, accepterer aftaler lavet af den slagne Fatah regime og frasiger sig vold.) På trods af sanktionerne og den hyppige grænsekontrol, lykkedes det for Hamas' ledere at smugle nok penge ind, i de Palæstinensiske områder, til at opretholde et vist niveau i sundhedstjeneste. Det besejrede Fatah parti opretholdte kontrollen med det meste af det palæstinensiske sikkerhedsapparat. Den, af USA finasierede og bevæbnede, Abbas' Præsidentielle-vagt.

### Marts 2006 til december 2006 starten på sammenstødene
Perioden fra marts til december 2006 var præget af spændinger og adskillige attentater mod ledere af Hamas eller Fatah grupper. Spændingerne grupperne imellem blev større, da det ikke lykkedes dem at opnå en aftale om delingen af regeringsmagten. Den 15. december annoncerede præsident Abbas et valg i utide. Hamas gjorde indsigelser mod det tidlige valg, da de mente, at det palæstinensiske parlament havde ret til at sidde valgperioden ud. Hamas har karakteriseret dette træk som et Fatah kupforsøg, hvor Abbas  brugte udemokratiske metoder til at styrte en regering, der havde et flertalt af vælgerne bag sig.
En større eskalering skete også med skyderiet i Rimal, hvor bl.a. 3 børn blev skudt af sikkerhedsstyrker.

## Konflikt

### Første runde af kampene: Premierministeren snigmyrdet
Den 15. december 2006 brød urolighederne ud efter at palæstinensiske sikkerhedsstyrker havde beskudt et Hamas køretøj i Ramallah. Mindst 20 mennesker blev såret ved det sammenstød, som udviklede sig efter at Hamas havde beskyldt Fatah for at snigmyrde Ismail Haniya, den palæstinensiske premierminister.
Intense stridigheder og kampe fortsatte i Gazastriben gennem december og januar. Adskillige forsøg på at etablere våbenhvile mislykkedes på grund af nyopblussede kampe. I februar 2007 mødtes de stridende parter i Mekka i Saudi Arabien og blev enige om betingelserne for en våbenhvile. Mindre uroligheder fortsatte dog gennem marts og april. Mere end 90 mennesker blev dræbt i disse første måneder.

### Anden runde af kampene: Fortsatte uroligheder
I midten af maj opstod der igen sammenstød i gaderne i Gaza. På mindre end tyve dage blev mere end 50 palæstinensere dræbt. Ledere fra begge parter forsøgte at stoppe kampene med en mængde forsøg på forlig, men ingen af dem holdt i mere end et par dage.
Ifølge de fleste beretninger opførte Hamas sig bedre end Fatah i denne anden runde af urolighederne. Nogen mener, at det skyldes den bedre træning af Hamas' styrker, da de fleste tab har været fra Fatahfløjen. Fatahs styrker var dog overlegne i antal, og sikkerhedsagenter fra Israel og USA påstår, at Hamas fordrejede deres tabstal.[kilde mangler]

### Tredje runde af kampene: Hamas' overtagelse af Gazastriben
I begyndelsen af juni 2007, dvs. midt under israelske angreb i Gazastriben pga. kontinuerlige bombardementer fra Qassamraketter i Sderot, kunne man høre geværild og raketter i Gazas gader. På et halvt år havde mere end 150 palæstinensere måttet lade livet, og frygten for at en borgerkrig mellem de palæstinensiske myndigheder kunne begynde i Gazastriben blev forstærket.
Kampene begyndte den 10. juni. Den 12. juni omringede Hamasstyrker Fatahs hovedkvarter i Gaza, hvor 500 Fatahsoldater blev indespærret. Hamasstyrkerne angreb bygningen og efter adskillige timers intense kampe, overtog de kontrollen med hovedkvarteret. Samtidig blev flere andre Fatahbygninger indtaget over hele Gazastriben. Det blev rapporteret, at der havde fundet skudepisoder sted på mindst to hospitaler.[kilde mangler] Efter de første døgns kampe var tabstallet nået op på 49 mennesker. Ved dagens slutning var byen Beit Lahiya under Hamas' kontrol.
Den 13. juni overtog Hamas kontrollen med den nordlige del af Gazastriben og den nordlige del af Gaza by og erklærde området for lukket militært område. De forlangte at alle, inklusive Fatahstyrkerne, skulle aflevere deres våben kl. 16, fredag d. 15. juni. Hamas forsøgte også angreb i den sydlige del af Gazastriben. En eksplosion ødelagde Khan Younis, hovedkvarteret for de Fatahtilknyttede sikkerhedsstyrker, og dræbte 13 personer. Ved slutningen af den 4. dags kampe havde Hamas kontrol med det meste af Gaza by, og dagen efter faldt de sidste udposter i hænderne på Hamas. Dermed var byen var i deres magt. Den israelske regering lukkede alle kontrolposter til Gaza som svar på urolighederne. Mindst 90 mennesker blev dræbt i løbet af disse fire dage.